# 1941 (фільм)
«1941» (англ. 1941) — американський комедійний бойовик 1979 року режисера Стівена Спілберга.
Грудень 1941 року. Після того як японці розгромили Перл-Гарбор, вони планують атакувати Лос-Анджелес. І коли японський підводний човен з'являється біля узбережжя Каліфорнії, у бій з ворогом вступають прості американці, чиї долі перетинаються незвичайним і комічним чином.

## Сюжет
Після атаки на Перл-Гарбор, 13 грудня 1941 року, підводний човен Імперського флоту Японії під командуванням Акіро Мітамури та німецького офіцера Вольфганга фон Кляйншмідта спливає біля узбережжя Каліфорнії. Бажаючи знищити щось «почесне», Мітамура вирішує атакувати Голлівуд. При спливанні човна на його антені випадково опиняється жінка, що вирішила скупатися (при цьому грає музика з фільму «Щелепи»). Човен занурюється під воду і пливе до Лос-Анджелеса.
Пізніше того ранку екіпаж танка M3 Lee (сержант Френк Трі, капрал Чак Сітарські та рядові Фолі, Різ і Геншоу) снідають у кафе. Там же працює посудомийник Воллі Стівенс і його друг, кухар Денніс ДеСото. Воллі при нагоді вчиться танцювати, щоб взяти участь у танцювальному конкурсі зі своєю дівчиною Бетті Дуглас. Сітарські глузує з Воллі, що той не в армії та носить яскраву сорочку, і провокує бійку. Власник кафе звільняє Воллі та Денніса з роботи.
Грубий і сварливий капітан ВПС армії США «Скажений» Білл Келсо розшукує японські війська на своєму літаку Curtiss P-40 Warhawk. Лишивши літак без нагляду під час заправки, він бачить як літак сам по собі злітає і, намагаючись його спинити, підриває заправку. Генерал-майор Джозеф В. Стілвелл проводить прес-конференцію, де його помічник, капітан Луміс Бьоркгед, зустрічає свою колишню коханку Донну Страттон, яка стала секретаркою в Стілвелла. Бьоркгед заманює її в кабіну бомбардувальника В-17 і безуспішно намагається спокусити (при цьому вони спілкуються виключно термінологією авіаторів, маючи на увазі секс). Випадково Бьоркгед випускає бомбу, коли Стілвелл заявляє журналістам: «Жодна бомба тут не вибухне». Вона вибухає, нікого не зачепивши.
У будинку на березі океану в Санта-Моніці живуть Бетті, її батько Ворд, мати Джоан, і ще приїхала її подруга Максін Дексгаймер. Воллі приходить до Бетті, але вона заявляє, що танцюватиме тільки зі «справжнім чоловіком», тобто, з військовим. Бетті погоджується танцювати з ним лише за умови, що Воллі буде в військовій формі. Розгніваний присутністю залицяльника Ворд шукає Воллі, який ховається у гаражі. В той же час Френк Трі з товаришами приїжджає до будинку, щоб розмістити на подвір'ї зенітну батарею. Сітарські залицяється до Бетті, а Воллі опиняється в сміттєвозі, що проїжджав повз.
Тим часом японці невдоволені якістю підводного човна, який їм продали німці. Вольфганг фон Кляйншмідт звинувачує в неполадках японців, а Акіро Мітамура заявляє, що його солдати «як нащадки ніндзя» висадяться на берег замаскованими. Японці, в костюмах ялинок, і очевидно дуже помітні на пляжі, вирушають до Лос-Анджелеса. Поруч проїжджає лісоруб Голліс «Голлі» Вуд, який вирішує зрубати ялинки та продати їх на Різдво. Японці захоплюють його та забирають на свій підводний човен, щоб дізнатися де Голлівуд. При обшуку в нього знаходять іграшковий компас (їхній справжній був зламаний), але Голлі Вуд проковтує його. Мітамура силоміць напуває Голлі Вуда сливовим соком, щоб спричинити пронос. Лісоруб замикає японців у гальюні та тікає з човна.
Сусід Ворда, Анджело Скіолі з Корпусу наземних спостерігачів, посадив своїх друзів Клода Крамма та Гербі Казімінські в колесо огляду в парку розваг, щоб вони видивлялися ворожі літаки. Гербі дратує Клода своєю балаканиною. Бьоркгед дізнається, що Донну збуджують літаки, тому позичає літак у нервового полковника «Божевільного» Меддокса, збрехавши, що полетить у розвідку.
Сітарські веде Бетті на танці, але переодягнений Воллі пробирається до клубу. Розлючений Сітарскі б'є його, через що спалахує бійка, яку розбороняють Френк Трі та його товариші. За мить зенітні батареї відкривають вогонь по літаку, на борту якого перебувають Бьоркгед і Донна. Келсо переслідує літак і збиває його, змушуючи приземлитися в смоляні ями Ранчо Ла-Брея. Клод і Герб сприймають P-40 Келсо, що пролітає повз, за японський Zero і збивають його. Аварійно приземлившись у центрі міста, Келсо повідомляє про японську підводний човен, який він помітив з повітря. На Френка падає вивіска у вигляді Санти-Клауса. Тоді Воллі краде його танк і рятує Бетті від приставань Сітарські. За ним на мотоциклі вирушає Келсо.
У Санта-Моніці Ворд помічає підводний човен, що сплив на поверхню, і порушивши заборону Френка (та не помічаючи попереджень дружини), стріляє в човен, знищивши будинок. Підводний човен у відповідь стріляє по колесу огляду, яке скочується в океан. Фон Кляйншмідт свариться з Мітамурою, який викидає його за борт. Танк прибуває на пірс, але тоне, коли підводний човен випускає торпеду. Келсо стрибає в море та пливе до підводного човна, де вимагає, щоб японці відвезли його прямо в Токіо, де він їх усіх переможе. Не знаючи про це, і вважаючи місію успішною, Мітамура дає команду про відплиття.
Зранку Стілвелл прибуває з солдатами до зруйнованого будинку Дугласів, де Френк доповідає про втрату танка. Ворд виголошує натхненну промову про стійкість американців і прибиває різдвяний вінок до своїх вхідних дверей як символ миру. Через це будинок завалюється на схил берега. Воллі цілується з Бетті, а Стілвелл, дивлячись на все це, йде зі словами «війна буде довгою».

## У ролях
| Актор              | Роль                            |
| ------------------ | ------------------------------- |
| Ден Ейкройд        | сержант Френк Трі               |
| Нед Бітті          | Ворд Дуглас                     |
| Джон Белуші        | капітан Дикий Білл Келсо        |
| Лоррейн Гері       | Джоан Дуглас                    |
| Мюррей Гамільтон   | Клод Крамн                      |
| Крістофер Лі       | капітан Вольфганг фон Клейшмідт |
| Тім Метісон        | капітан Луміс Бьоркхед          |
| Тосиро Міфуне      | коммандер Акіро Мітамура        |
| Воррен Оутс        | полковник «Божевільний» Меддокс |
| Роберт Стек        | генерал Джозеф В. Стілуелл      |
| Тріт Вільямс       | капрал Чак Сітерські            |
| Ненсі Аллен        | Донна Стреттон                  |
| Люсіль Бенсон      | Газ Мама (Елоїза)               |
| Джордан Брайан     | Мейсі Дуглас                    |
| Джон Кенді         | рядовий Фолей                   |
| Еліша Кук молодший | Декстер                         |
| Едді Дизен         | Гербі Казлінські                |
| Боббі Ді Чікко     | Воллі Стівенс                   |
| Дайян Кей          | Бетті Дуглас                    |
| Перрі Ленг         | Денніс де Сото                  |
| Джеймс Каан        | моряк                           |

## Сприйняття
На агрегаторі рецензій Rotten Tomatoes фільм отримав 39% схвальних рецензій із середньою оцінкою 5/10. Консенсус критиків стверджує: «Спроба Стівена Спілберга створити ексцентричну комедію зазнає краху через перенасичення ідеями, змішання неповороткого розмаху із відповідною кількістю реготу». На Metacritic фільм отримав середню оцінку 34 зі 100, що вказує на «загалом несхвальні відгуки».
Роджер Еберт похвалив спецефекти, проте написав, що фільм від початку не був продуманий і в результаті складається зі слабко пов'язаних сцен. Тому про найважливіші події важко сказати смішні вони чи ні, бо глядачі лишаються невпевнені як ці події розвинуться далі.
За словами Джека Ніколсона, режисер Стенлі Кубрик нібито сказав Спілбергу, що «1941» був «чудовим, але несмішним».
Роками пізніше фільм переоцінили такі критики, як Крейг Ліндсі із The Guardian. Він писав, що з усіх персонажів адекватно поводиться хіба що Френк Трі, який обурюється, коли «американці воюють з американцями». Маніакальний, сатиричний хаос фільму здається більш метафоричним і пророчим у 2020-і, ніж коли був випущений. Фільм показує як американці втрачають глузд через страх і зрештою виявляється, що «найбільша загроза для Сполучених Штатів – це насправді ми».
«1941» зібрав у світовому прокаті 90 млн доларів, майже втричі окупивши бюджет. Але оскільки інші фільми Спілберга «Щелепи» (1975) та «Близькі контакти третього ступеня» (1977) зібрали більше, «1941» часто помилково вважається касовим провалом.

## Вплив
«Скажений» Білл Келсо став прототипом для аналогічного за характером пілота Рассела Касса в фільмі «День Незалежності» (1996). Окремі сцени з «1941» повторювалися в фільмах «Ракетник» (1991), «Червоний світанок» (1984) і «Хто підставив кролика Роджера?» (1988).